# Pazzo per le donne
Pazzo per le donne (Girl Happy) è un film del 1965 diretto da Boris Sagal ed interpretato da Elvis Presley.
Si tratta dell'ultimo vero grande successo di Elvis al botteghino, anche se i successivi film andarono comunque abbastanza bene.

## Trama
Rusty Wells, leader di un gruppo musicale, è incaricato dal proprietario di un night club di sorvegliare sua figlia Valerie mentre ella è in vacanza con gli amici. Tra bisticci e canzoni varie i due scopriranno di amarsi.

## Colonna sonora
I brani del film: Girl Happy; Spring Fever; Fort Lauderdale Chamber of Commerce; Startlin' Tonight; Wolf Call; Do Not Disturb; Cross My Heart and Hope to Die; The Meanest Girl In Town; Do the Calm; Puppet On a String; I've Got to Find My Baby.
Tutti i brani vennero editi all'epoca sull'LP Girl Happy (LPM/LSP 3338).
Venne realizzato anche il singolo Do the Clam, accoppiato a You'll Be Gone (non dal film).
Nel 1993 i brani vennero pubblicati su CD (per la serie Double Feature) senza You'll Be Gone e senza l'aggiunta di bonus tracks.
Nel 2003 l'album originale venne ristampato su CD con grafica originale (serie Follow that Dream) con tutti i brani incluso You'll Be Gone e 12 versioni alternative.

## Versioni VHS e DVD
Il film venne pubblicato in videocassetta per la prima volta nel 1988. Nella seconda edizione su VHS del 1997, la canzone Startin' Tonight fu tagliata. In seguito il brano è stato reintegrato nel film nella versione in DVD uscita nel 2007.